# Slavhandeln på Röda havet

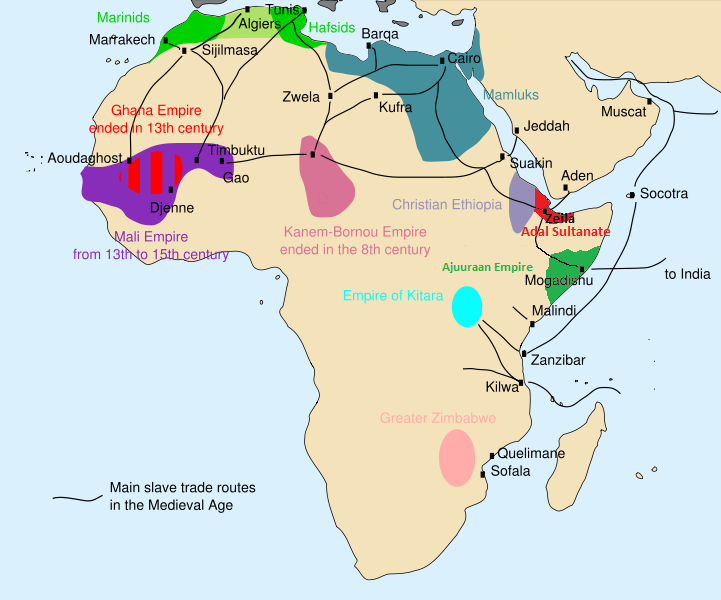
Afrikansk slavhandel.

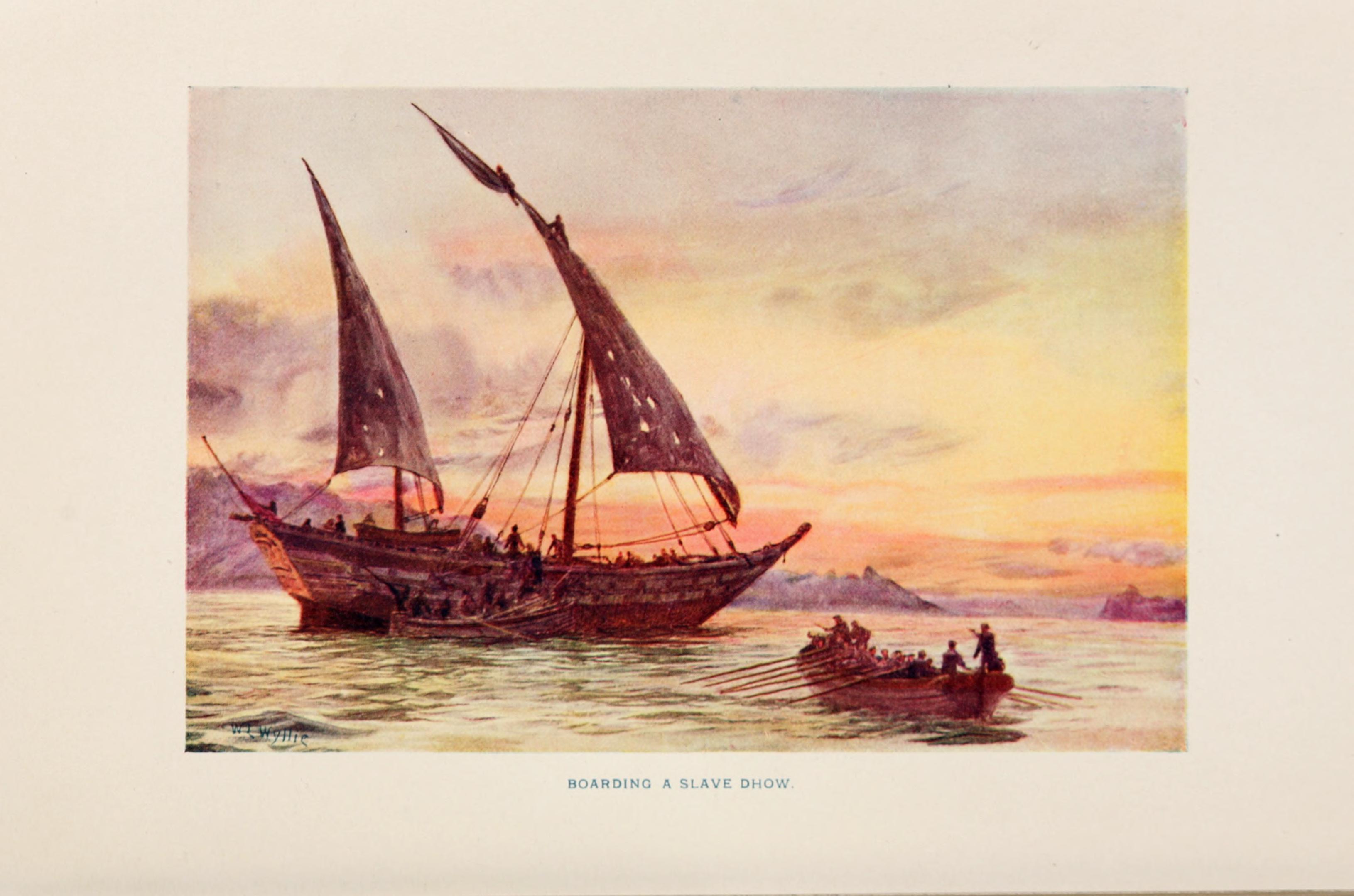
Boarding a Slave Dhow av W L Wyllie RA.

Slavhandeln på Röda havet, även kallad islamiska slavhandeln och orientaliska slavhandeln, syftar på den slavhandel som pågick över Röda havet mellan Östra Afrika och den Arabiska halvön. Den är känd från antiken till långt in på 1900-talet. 
Den utgör tillsammans med Transsahariska slavhandeln och Indiskoceanska slavhandeln den slavhandelsrutt som har kallats för den arabiska slavhandeln, Islamiska slavhandeln eller Orientaliska slavhandeln av människor från Afrika till Mellanöstern.

## Historik
Slavhandeln på Röda havet tycks ha varit etablerad före år 0, då afrikanska slavar importerades till Jemen. 
Under 1100-talet exporterade Muhammad al-Idrisi barn från Kenya till Arabien. 
Under 1200-talet importerades indiska pojkar och kvinnor till konkubiner till Arabien och Egypten via Aden.

### Etiopien och Sudan
Slavhandeln på Röda havet skeppade främst afrikaner från Afrika tvärs över röda havet till Saudiarabien, varifrån de sedan såldes, både inom Saudiarabien och övriga Arabiska halvön. 
Etiopien och Sudan tillhörde de största källorna för slavar till Arabien. Barn eller unga kvinnor köptes eller gavs som tributgåvor till hövdingar av sina föräldrar, som sedan sålde dem till slavhandlare, som förde ned dem till arabiska slavhandlare vid kusten.:76–78 
Vissa barn såldes av sina föräldrar, som blivit övertygade om att deras barn skulle få ett bättre liv i Arabien. 

### Hajj-leden
När den transsahariska slavhandeln dog ut, ersattes den av en slavtrafik tvärs över Sahara sammankopplad med den muslimska pilgrimsfärden hajj. Muslimer över hela Afrika erbjöds en billig eller gratis resa till Mecka av agenter, och då de anlände upptäckte de att agenterna i själva verket var slavhandlare och att de kvarhölls i Arabien för att säljas som slavar på marknaden. 
Slavhandeln med Hajj-pilgrimer omnämns redan 1416. Den växte dock betydligt när den transsahariska slavhandeln dog ut. När slavarna blivit sålda meddelades deras familjer att de hade avlidit under resan. Agenter tog med sig inte enbart män på dessa falsk pilgrimsresor. Även barn skickades med agenterna av sina familjer för att kunna göra sin hajj. Kvinnor medfördes av agenter som gifte sig med dem för att kunna ta dem med sig. 

### Avskaffande
Medan de övriga slavhandelsrutterna avbröts, var slavhandeln på Röda havet en av världens främsta centrum för slavhandel under mellankrigstiden.
Efter andra världskriget innebar ett ökande internationellt tryck från bland annat FN att handeln förbjöds. Formellt förbjöds import av alla personer som inte redan var slavar år 1936, och 1962 förbjöds slaveriet i Saudiarabien och därmed även slavhandeln.
Även om slaveriet officiellt förbjöds 1962, tog det lång tid innan förbudet genomfördes i praktiken. Förbudet innebar att slavhandeln gick under ytan eftersom den nu var förbjuden, men den fortsatte inofficiellt. År 1971 rapporterade doktor Oliver Ransom att afrikanska barn fortfarande transporterades över havet och såldes till högstbjudande i hamnstäderna på arabiska halvön, och 1982 rapporterade John Laffin att fattiga afrikanska pilgrimer fortfarande transporterades över röda havet under falska förespeglingar och såldes som slavar vid framkomsten, och att det faktum att de nu transporterades med flygplan gjorde handeln lättare.

## Eftermäle
Slavhandeln på Röda havet uppges ha ett samband med kvinnlig könsstympning.
Många flickor som föll offer för slavhandeln såldes som sexslavar på marknaden till Mellanöstern och Arabvärlden in på mitten av 1900-talet, och könsstympning uppfattades höja värdet på en kvinnlig slav eftersom det signalerade oskuld och ansågs förhindra oönskade graviditeter och otrohet.

### Fiktion
- Koks i lasten